# 30138 Gonyea
30138 Gonyea è un asteroide della fascia principale interna. Scoperto nel 2000, presenta un'orbita caratterizzata da un semiasse maggiore pari a 2,243508 UA e da un'eccentricità di 0,013055, inclinata di 2,397313ª rispetto all'eclittica.